# Johan Krouthén

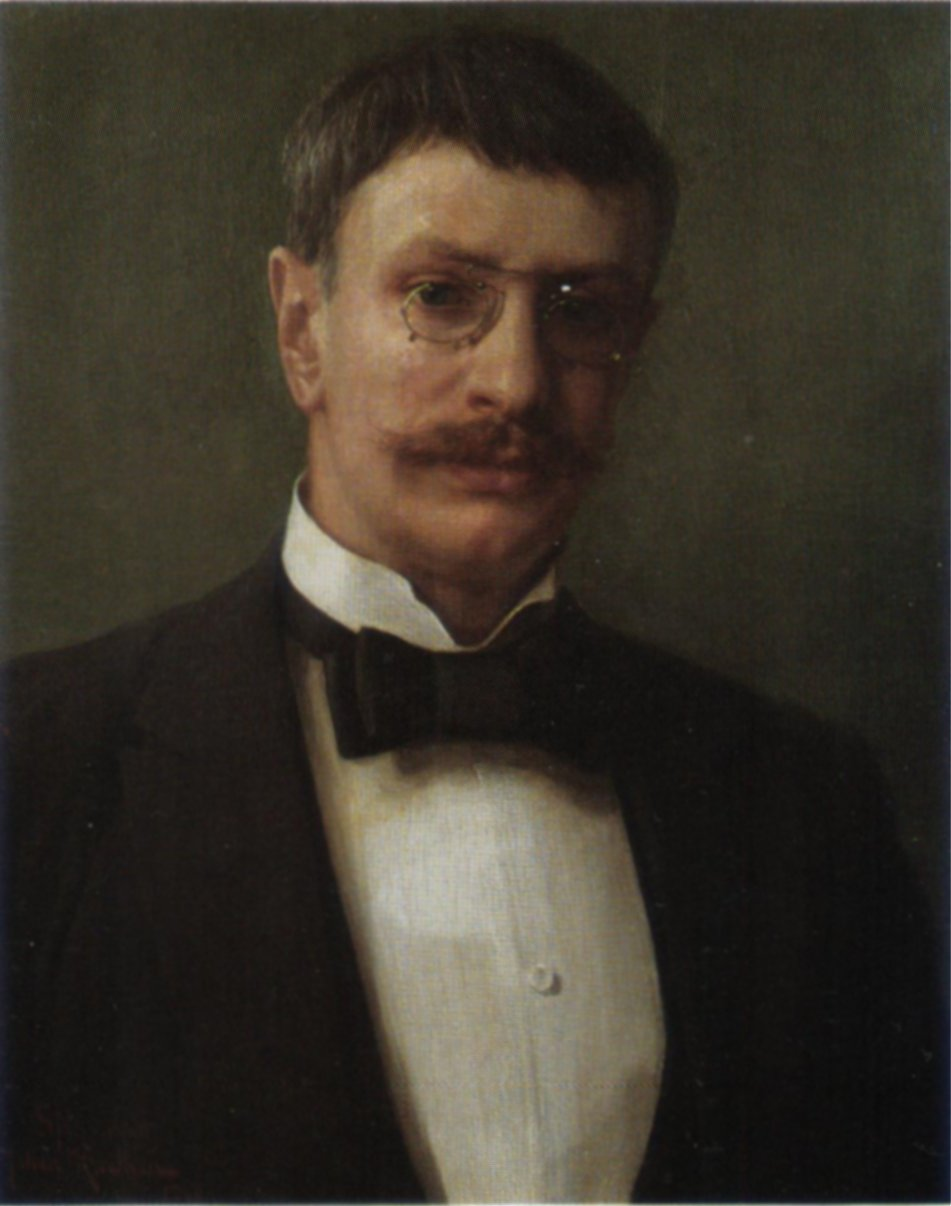
Johan Krouthén, zelfportret, 1904

Johan Krouthén (Linköping, 2 november 1858 – Stockholm, 18 december 1932) was een Zweeds kunstschilder. Hij was een van de belangrijkste exponenten van het Zweeds impressionisme en maakte enige tijd deel uit van de Skagenschilders.

## Leven en werk
Krouthén was de zoon van een koopman en studeerde aan de Koninklijke Zweedse Kunstacademie te Stockholm, waar hij kennismaakte met Oscar Björck en Anders Zorn. In 1881 reisde hij naar Parijs. In 1883 ging hij naar Skagen, waar hij een tijd lang schilderde met de Skagenschilders. In 1884 keerde hij terug naar zijn geboorteplaats Linköping, waar hij in 1886 huwde met de mooie Hulda Ottosson, die meermaals voor hem model stond.
In 1889 won Krouthén een gouden medaille tijdens een expositie bij de Parijse salon voor zijn schilderij Lente in de tuin (1886). Het betekende een doorbraak voor het Zweedse impressionisme. Typerend voor zijn stijl was de verbinding van het impressionisme met een zeker idealisme. Hij schilderde vooral veel landschappen, vaak met figuren, maar maakte ook naam met interieurwerken.
In 1909 verhuisde hij naar Stockholm, waar hij een studio begon. Zijn latere werk staat als minder vernieuwend te boek. Hij overleed in 1932 aan een hersenbloeding.

## Galerij

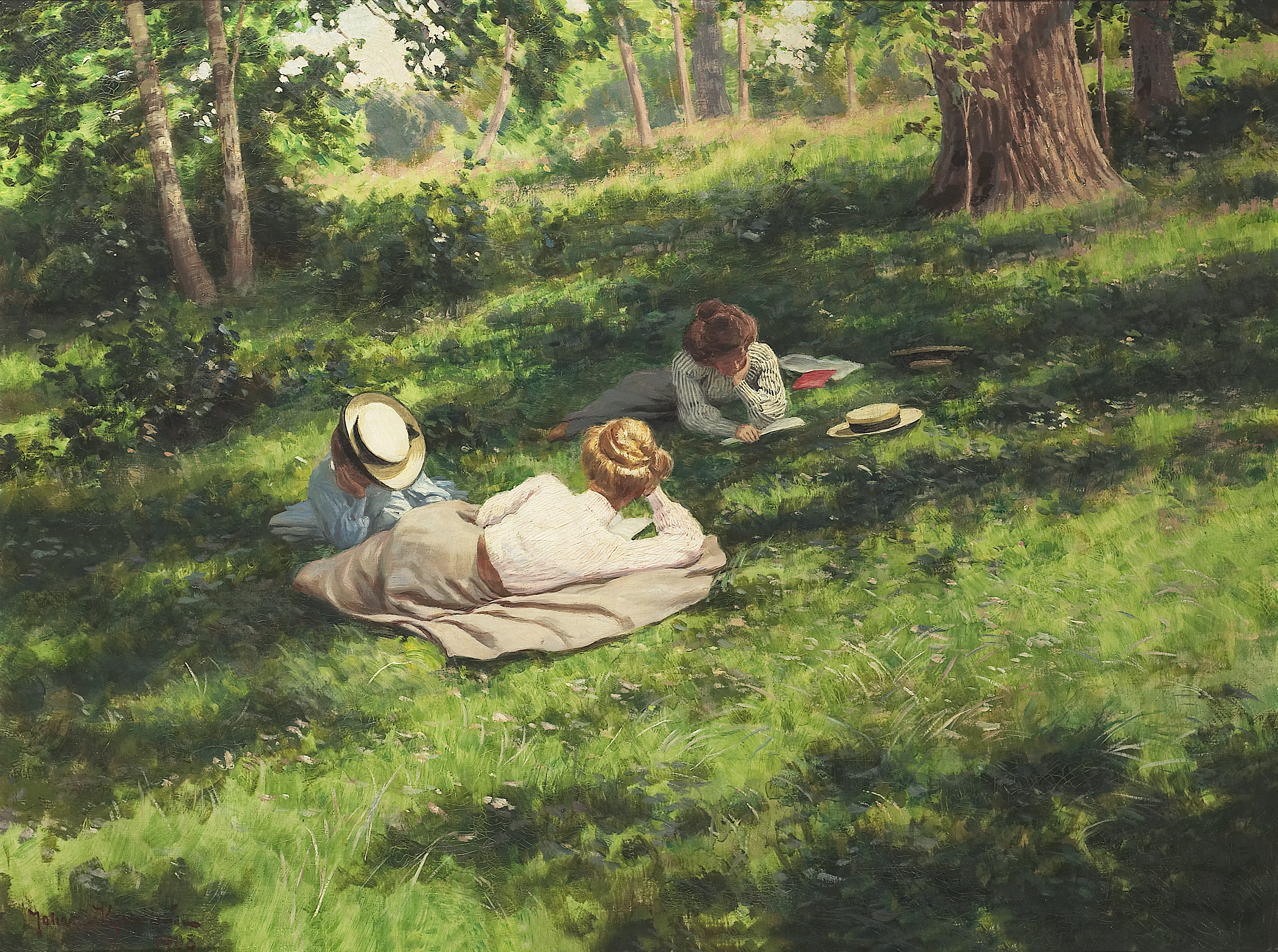
Drie lezende meisjes
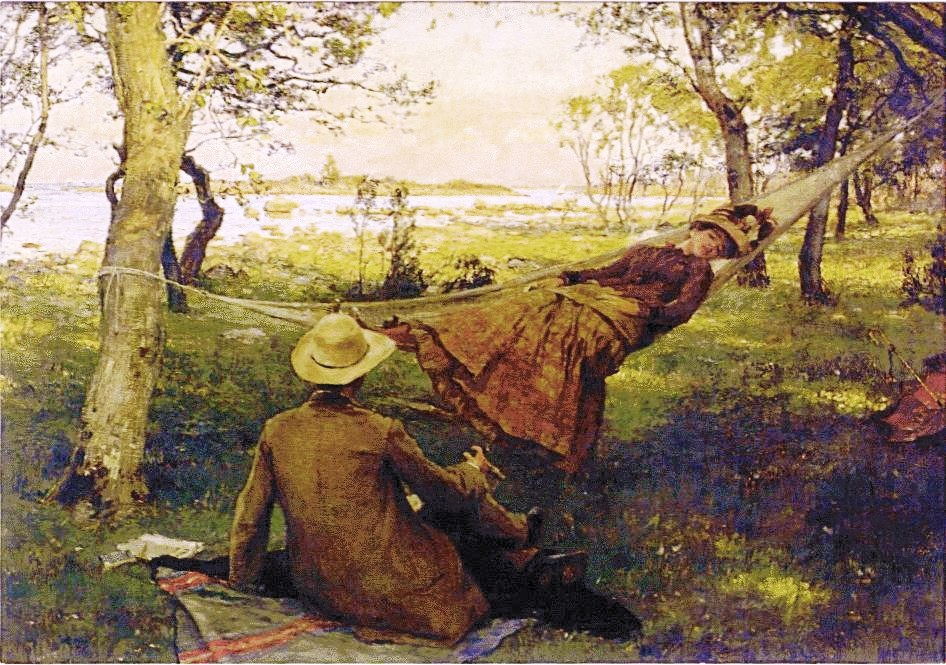
Siesta, met vrouw Hulda in de hangmat
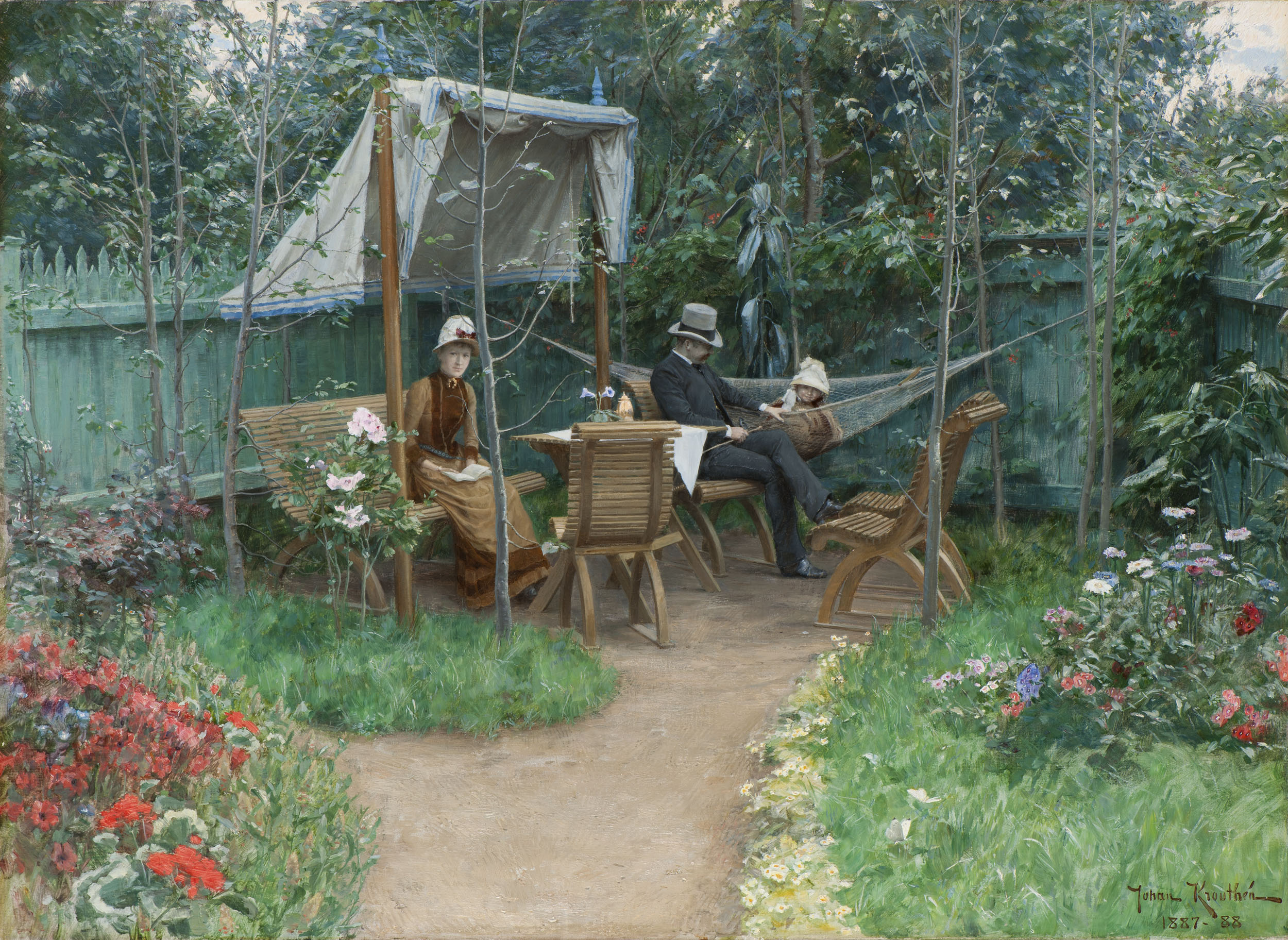
Lente in de tuin
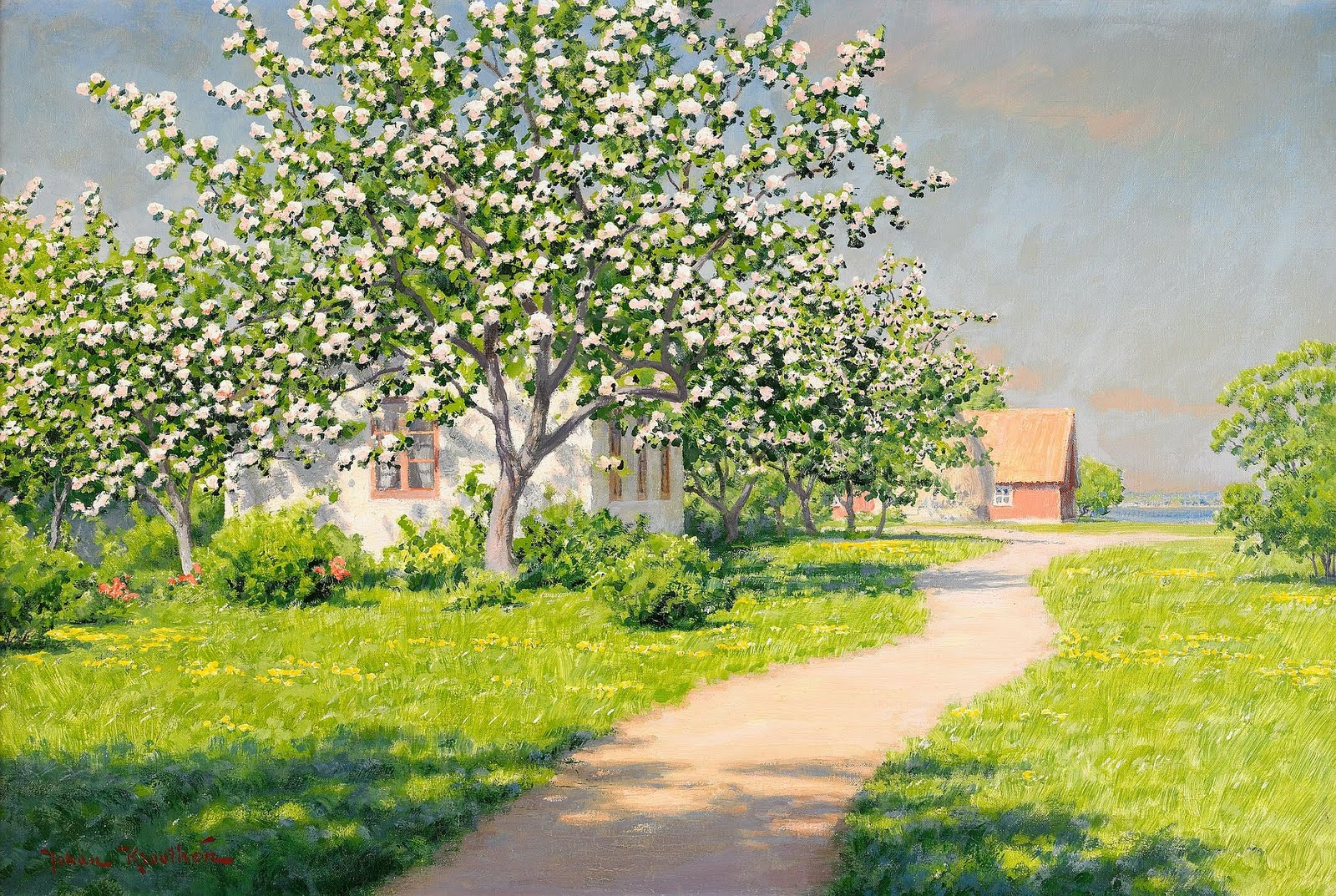
Zomerlandschap
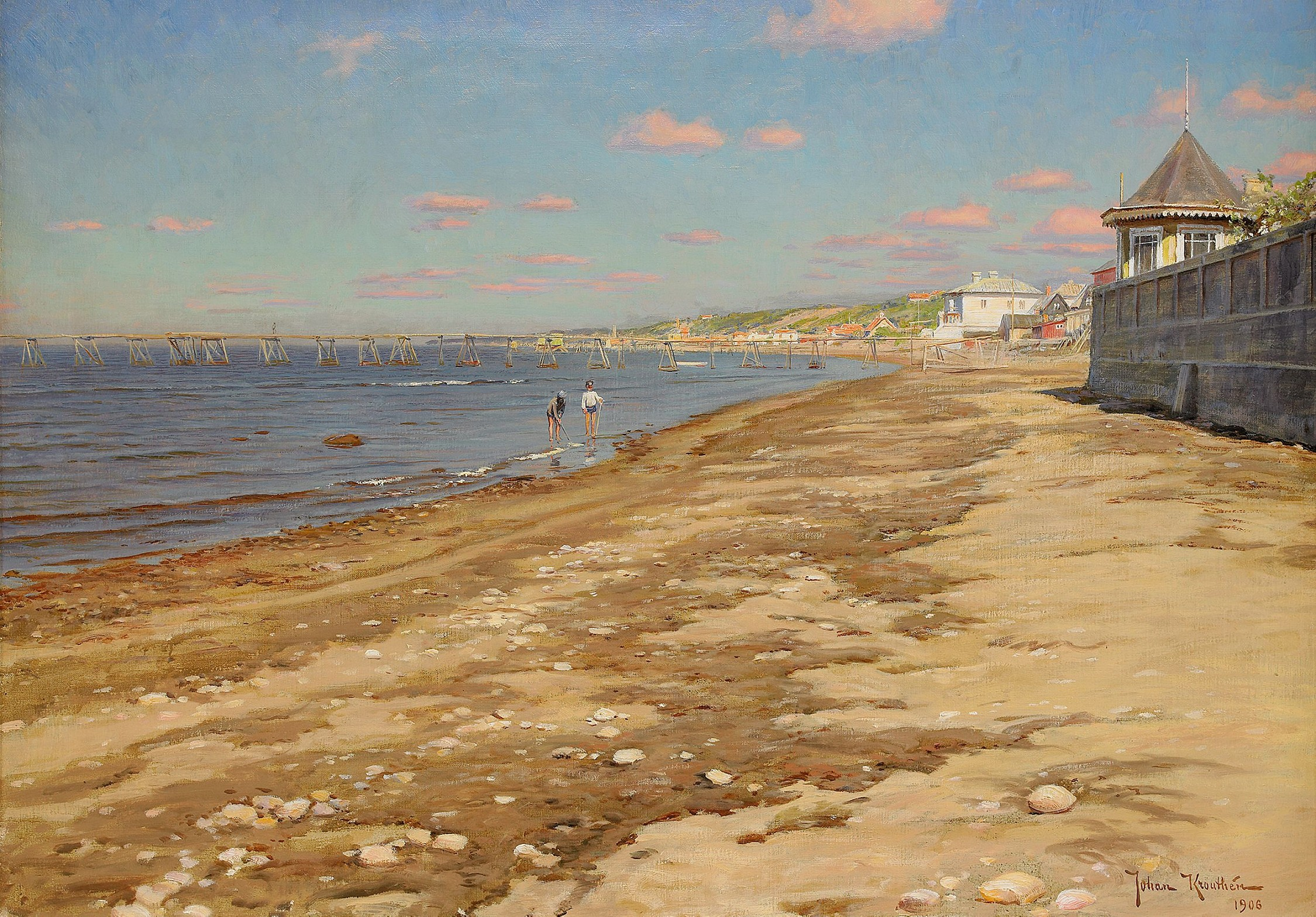
Strand met badende jongens
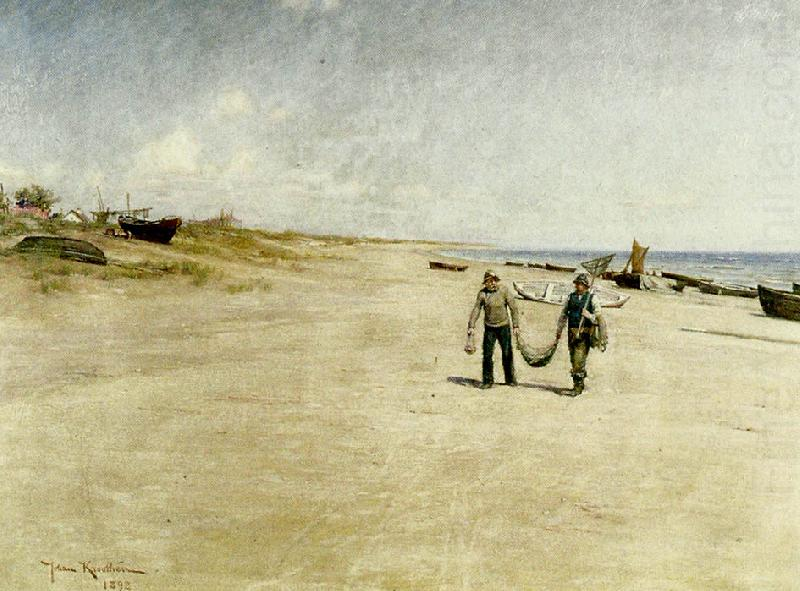
Strand van Skagen, vissers
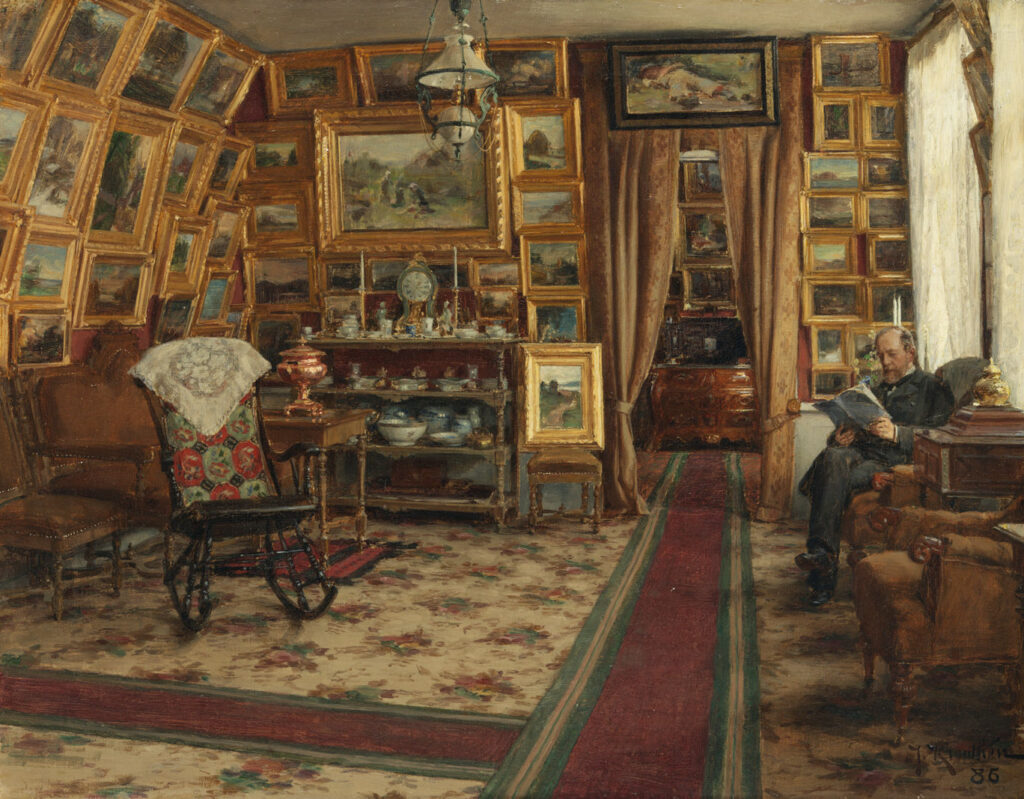
Bibliotheek Segersteen
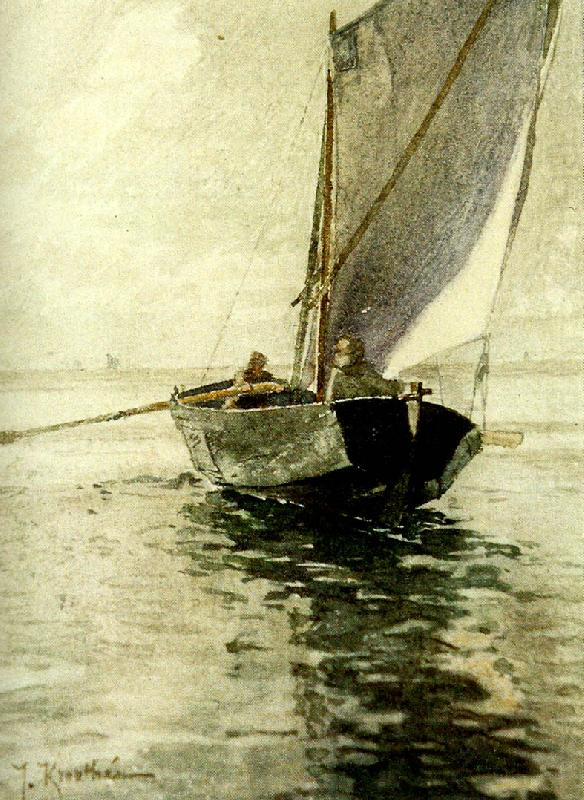
Boot onder zeil
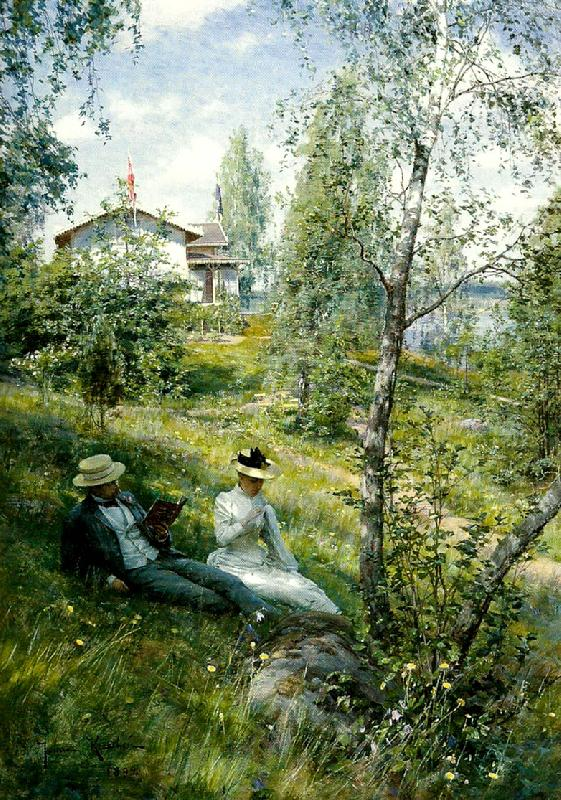
Portret van Julius Julin en Anna Kroutén in de tuin, in de zomer
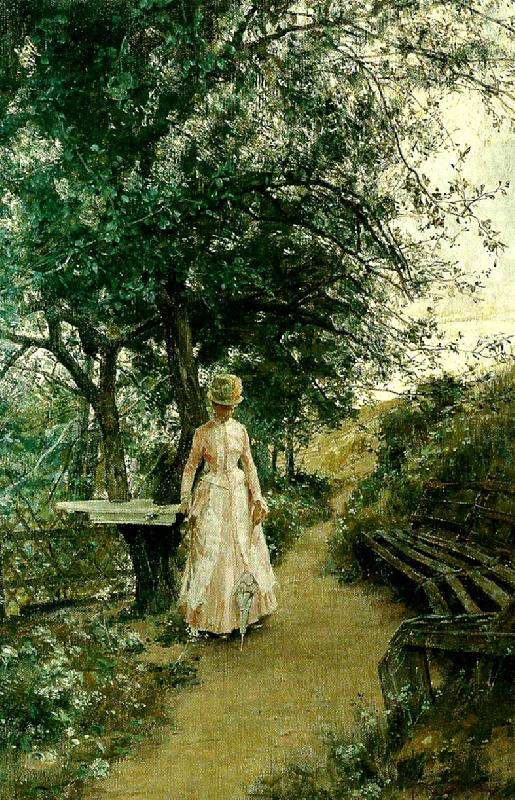
Vrouw in de tuin